# 애틀랜타 작전
애틀랜타 작전은 아프리카의 뿔과 서부 인도양의 해안 밖에서 시행되는 반해적 군사 작전이다. 유럽 연합 해군이 최초로 수행한 이 작전은 지금까지 이어지고 있다. 작전 본부는 영국의 노스우드 본부에 있다. 작전은 2008년 12월 세계 식량 계획과 소말리아 AU사절단에 소속된 소말리아로 향하는 선박과 수송선을 보호하는데 초점을 두고 시작되었다. 추가로 애틀란타 작전은 지역 해안가의 어업 활동을 감시한다. 2012년, 임무의 범위는 소말리아 해안 영역과 내수를 포함하여 소말리아 임시 연방 정부와 푼틀란드, 소말릴란드와 같은 지역 행정부와 반해적 작전에서 협력하기 위해 확장되었다. 2012년 7월 16일, 유럽 연합은 EUCAP 네스터를 임차하여 지역 해군의 해상 능력을 강화하는 임무를 부여받았다. 소말리아의 해적을 퇴치하고자 시행하는 이 작전은 미국 중앙 해군 사령부 주도의 제151연합임무대가 수행하는 작전, 그리고 항구적 자유 작전 - 아프리카의 뿔의 일부이기도 하다.

## 개요
다양한 UN 결의안에 기초를 둔 유럽 연합 851 결의안에 따라 애틀랜타 작전은 다음의 목표를 가지고 있다. Under EU Council Joint Action 851, which is based on various UN resolutions, Operation ATALANTA:
- 세계 식량 계획 (WFP), 소말리아 AU사절단 (AMISOM) 소속 및 다른 취약한 선박들을 보호한다. and other vulnerable shipping;
- 해적 행위를 제지하고 해적선을 파괴하며, 기타 해양 금품 수수를 막는다.
- 소말리아 해안의 어업 행위를 감시한다.
- 소말리아 지역의 해군 안보와 수용성을 강화하기 위해 노력하는 유럽 연합과 다른 국제 기구의 활동들을 지원한다.[1]

2014년 11월 21일 유럽 의회는 애틀랜타 작전의 기한을 2016년 12월까지로 연장했다. 해안 안보 본부 - 아프리카의 뿔은 애틀랜타 작전의 본부 내에 위치해 있는데, 이 기구는 유럽 연합 해군에 의해 창설되었다. MSCHOA는 24시간 동안 아덴만을 통과해 수송물을 전달하는 선박의 감시를 제공하며, 이와 연관된 웹사이트의 제공으로 본부는 가장 최근의 반해적 행위를 산업시설에 제공하고, 지역 단체를 통해 그들의 행위를 등록할 수 있게 되었다. EU NAVFOR의 참가는 유럽 연합의 회원국의 참가 그 이상을 넘어선 상태이다. 노르웨이는 2009년 애틀랜타 작전에서 전함을 파견한 첫 비EU 국가이다. 이후 몬테네그로, 세르비아, 우크라이나가 작전 본부와 병력 본부에 장교를 보냈다. 우크라이나는 2014년에 전함을 제공했으며, 비유럽 국가 중에서는 뉴질랜드가 최초로 2014년 이 작전을 지원했다. 애틀랜타 작전에는 1,200명의 인원이 참가하고 있으며, 두세 대의 초계기와 대여섯 대의 전투 함선으로 구성된 병력이 일반적이다. 2016년, 예산은 일반 임무에서 약 6,300만 파운드가 들어갈 것으로 보인다.

## 주요 기구의 도움
해적은 해안에서 활동하는 조직적인 범죄자들로 볼 수 있다. 정부 당국에 해적 용의자를 재판으로 넘기는 것은 인도양에서 해적들을 잡아들였을 때만 가능했다. EU NAVFOR는 이것이 가능한 위치에서 법적인 임무 완료를 추구했다 유럽 연합은 유엔 개발 계획 및 유엔 마약 범죄 사무소로부터 지원을 받고 있었다. 유럽 연합은 유엔 마약 범죄 사무소의 반해적 임무에 가장 큰 기여자였다.

## 서막
소말리아 임시 연방 정부는 유엔 안보리의 의장에게 소말리아 해안에서 활동하는 해적 및 무장 도둑들에 맞서 싸우기 위한 국제적 도움을 요청했다. 2008년 6월, 안보리는 해적과 맞서 싸우기 위해 소말리아 해역으로 들어가는 것에 대한 임시 연방 정부의 동의가 필요한 국가들의 행위를 합법화하는 결의안 1816을 통과시켰다. 프랑스, 미국, 파나마의 후원 하에 이 결의안은 6개월 간 지속될 예정이었다. 프랑스는 결의안에 서아프리카를 비롯한 다른 해적 출몰 지역도 포함시키기를 원했으나 자주권 침해를 소말리아로 제한하기를 원했던 중화인민공화국, 베트남, 리비아가 이를 반대했다.

## 주요 작전 성과
2009년 1월 2일, 작전에 참여한 선박 1척이 배에 탑승하려던 8명의 해적을 포로로 잡았다. 같은 해 4월 14일, 인도양에서 수행한 EU NAVFOR의 집중 작전에서 프랑스 순양함 "니보즈"가 애틀란타 작전에 참여해 11명의 해적 용의자들과 모선, 그리고 2대의 소형 보트를 잡았다. 프랑스 선박은 해적 모선으로부터 나온 2대의 소형보트가 RPG와 소형 무기로 공격을 가해오자 라이베리아 국기가 달린 MV 사프마린 아시아로 대응했다. 전함은 헬리콥터를 배치했고, 헬리콥터는 순식간에 전투 장소로 이동해 순양함이 도착할 때까지 납치를 막고 모선에 공격을 가했다. 2009년 6월에는 유럽 연합 해군 특수임무대 전함인 HMS 말뫼가 유럽 연합 화물선인 M/V 안토니스의 구조 신호를 받고 7명의 해적 용의자들을 잡아들였다.

2010년 3월 5일부터 7일까지는 프랑스, 이탈리아, 룩셈부르크, 스페인, 스웨덴에서 온 병력이 작전에 참여했다. 프랑스 순양함 니보즈가 소말리아 해안에서 출격한 해적들을 상대로 가장 큰 포위전을 벌였다. 이 작전에서 35명의 해적들이 포로로 잡혔고, 4대의 모선이 3일 만에 나포되었다. 2010년 5월에는 여러 지역에서 사건이 발생했다. 러시아 구축함 마샬 샤포스니코프가 수단에서 중국으로 중유를 수송하던 "MV 모스크바 대학교"를 소코트라섬에서 동쪽으로 350마일 떨어진 곳에서 구출했다. 그러나 이틀 후 러시아 국방부 장관은 해적들의 신원을 확보하는 것이나 육군에게 이들을 인도하는 법적 절차를 마련하는 것이 불가능하여 이들을 보트로 되돌려 보낸 후 풀어주었다고 말했다. 다른 사건에서는 EU 해상 부대에 배치된 스웨덴 항공기, 프랑스 전함 라파예테, 그리고 네덜란드 전함 HNLMS 요한 데 비트가 세이셸 제도로부터 북동쪽으로 400마일 떨어진 곳에서 포경선과 2대의 소형보트로 구성된 해적 집단을 발견하고 체포하는 데 협력했다. 다른 신문 기사에 인용된 이 사건에 대한 보고서에서 해적들은 거의 20척의 선박과 300명의 요원들을 보유하고 있었다고 결론지었다.
2011년 9월, 스페인 함선 SPS 갈리시아에서 출발한 스페인 해병대가 프랑스 시민인 에블린 콜롬보를 구출했다. 그녀는 프랑스 요트에서 납치되었고, 그녀의 남편은 그녀를 보호하던 중 사망했다. 2011년 12월, SPS 인판타 크리스티나에서 온 해병대가 파키스탄 항해사 21명을 인질범 알 탈랄과 9명의 해적으로부터 구출했다.

2012년 5월 15일에는 EU 해군이 작전의 일부로써 소말리아 본토에 있는 해적 기지들에 대한 첫 공습을 실시했다. 이들은 하라드헤레 항구 근처의 해적 기지로 갈 때 헬리콥터로 수송되었다. 공격은 야간에 이루어졌고, 유럽 연합군에 따르면 임무 도중 지역 거주민들은 아무도 다치지 않았다.

## 같이 보기
- 연합기동부대 151
- 소말리아의 해적